# Bellamya liberiana
Bellamya liberiana es una especie de molusco gasterópodo de la familia Viviparidae en el orden de los Mesogastropoda.

## Distribución geográfica
Es endémica de Liberia.